# Newbury, Ontario
Newbury är en ort i Kanada.   Den ligger i provinsen Ontario, i den sydöstra delen av landet, 600 km sydväst om huvudstaden Ottawa. Newbury ligger 217 meter över havet och antalet invånare är 447.
Terrängen runt Newbury är mycket platt. Runt Newbury är det glesbefolkat, med 20 invånare per kvadratkilometer.. Det finns inga andra samhällen i närheten. 
Trakten runt Newbury består till största delen av jordbruksmark.